# NGC 2588
NGC 2588 је расејано звездано јато у сазвежђу Крма које се налази на NGC листи објеката дубоког неба.
Деклинација објекта је - 32° 58' 30" а ректасцензија 8h 23m 9,5s. Привидна величина (магнитуда) објекта NGC 2588 износи 11,8. NGC 2588 је још познат и под ознакама OCL 715, ESO 370-SC10.